# Di Linh
Di Linh là một huyện thuộc tỉnh Lâm Đồng, Việt Nam.

## Địa lý
Huyện Di Linh nằm ở trung tâm tỉnh Lâm Đồng, trên cao nguyên Di Linh, cách Thành phố Hồ Chí Minh 220 km về phía đông bắc, cách thành phố Đà Lạt 75 km về phía tây nam, có vị trí địa lý: 
- Phía đông giáp huyện Đức Trọng và huyện Bắc Bình, tỉnh Bình Thuận
- Phía tây giáp huyện Bảo Lâm
- Phía nam giáp huyện Hàm Thuận Bắc, tỉnh Bình Thuận
- Phía bắc giáp huyện Lâm Hà và huyện Đắk Glong, tỉnh Đắk Nông.

Địa hình: Huyện nằm trên cao nguyên Di Linh, ở độ cao từ 900 – 1.000m so với mặt nước biển. Di Linh là vùng đất bazan màu mỡ, có tổng diện tích tự nhiên hơn 1.614,63 km²; trong đó, có 47.000 ha đất nông nghiệp.
Khí hậu Di Linh có tiểu vùng thời tiết, khí hậu rất thích hợp đối với các loại cây công nghiệp mà đặc biệt là cây cà phê. Vùng đất Di Linh trung bình không nóng lắm, không lạnh lắm, nhiệt độ trung bình khoảng 20°C và thường thay đổi đúng mùa trong năm.
Đây cũng là địa phương có dự án Đường cao tốc Dầu Giây – Đà Lạt đi qua đang được xây dựng.

## Hành chính
Huyện Di Linh có 19 đơn vị hành chính cấp xã trực thuộc, bao gồm thị trấn Di Linh (huyện lỵ) và 18 xã: Bảo Thuận, Đinh Lạc, Đinh Trang Hòa, Đinh Trang Thượng, Gia Bắc, Gia Hiệp, Gung Ré, Hòa Bắc, Hòa Nam, Hòa Ninh, Hòa Trung, Liên Đầm, Sơn Điền, Tam Bố, Tân Châu, Tân Lâm, Tân Nghĩa, Tân Thượng.
| \| Tên \| Diện tích năm 2022 (km²) \| Dân số năm 2022 (người) \| Mật độ (người/km²) \| \| ----------------- \| ------------------------ \| ----------------------- \| ------------------ \| \| Thị trấn (1) \| \| \| \| \| Di Linh \| 25,02 \| 32.268 \| 1.289 \| \| Xã (18) \| \| \| \| \| Bảo Thuận \| 231,21 \| 7.950 \| 34 \| \| Đinh Lạc \| 33,51 \| 12.876 \| 384 \| \| Đinh Trang Hòa \| 53,58 \| 16.395 \| 305 \| \| Đinh Trang Thượng \| 89 \| 4.107 \| 46 \| \| Gia Bắc \| 142,82 \| 3.626 \| 25 \| \| Gia Hiệp \| 47,50 \| 13.364 \| 281 \| \| Gung Ré \| 115,02 \| 7.163 \| 62 \| \| Hòa Bắc \| 115,45 \| 10.266 \| 88 \| \| Hòa Nam \| 43,90 \| 9.366 \| 213 \| \| Hòa Ninh \| 21,58 \| 11.711 \| 542 \| \| Hòa Trung \| 19,78 \| 3.739 \| 189 \| \| Liên Đầm \| 84,69 \| 11.647 \| 137 \| \| Sơn Điền \| 119,05 \| 3.515 \| 29 \| \| Tam Bố \| 276,92 \| 7.869 \| 28 \| \| Tân Châu \| 43,55 \| 11.539 \| 264 \| \| Tân Lâm \| 59,15 \| 9.562 \| 161 \| \| Tân Nghĩa \| 35,58 \| 8.189 \| 230 \| \| Tân Thượng \| 55,62 \| 6.359 \| 114 \| \| Toàn huyện \| 1.613,16 \| 191.511 \| 118 \| |                          |                         |                    |
| Tờ trình số 175/TTr-SNV về việc phê duyệt Đề cương nhiệm vụ và Dự toán kinh phí xây dựng Đề án sắp xếp đơn vị hành chính cấp huyện, cấp xã giai đoạn 2023 – 2025 trên địa bàn tỉnh Lâm Đồng |                          |                         |                    |
| Tên | Diện tích năm 2022 (km²) | Dân số năm 2022 (người) | Mật độ (người/km²) |
| Thị trấn (1) |                          |                         |                    |
| Di Linh | 25,02                    | 32.268                  | 1.289              |
| Xã (18) |                          |                         |                    |
| Bảo Thuận | 231,21                   | 7.950                   | 34                 |
| Đinh Lạc | 33,51                    | 12.876                  | 384                |
| Đinh Trang Hòa | 53,58                    | 16.395                  | 305                |
| Đinh Trang Thượng | 89                       | 4.107                   | 46                 |
| Gia Bắc | 142,82                   | 3.626                   | 25                 |
| Gia Hiệp | 47,50                    | 13.364                  | 281                |
| Gung Ré | 115,02                   | 7.163                   | 62                 |
| Hòa Bắc | 115,45                   | 10.266                  | 88                 |
| Hòa Nam | 43,90                    | 9.366                   | 213                |
| Hòa Ninh | 21,58                    | 11.711                  | 542                |
| Hòa Trung | 19,78                    | 3.739                   | 189                |
| Liên Đầm | 84,69                    | 11.647                  | 137                |
| Sơn Điền | 119,05                   | 3.515                   | 29                 |
| Tam Bố | 276,92                   | 7.869                   | 28                 |
| Tân Châu | 43,55                    | 11.539                  | 264                |
| Tân Lâm | 59,15                    | 9.562                   | 161                |
| Tân Nghĩa | 35,58                    | 8.189                   | 230                |
| Tân Thượng | 55,62                    | 6.359                   | 114                |
| Toàn huyện | 1.613,16                 | 191.511                 | 118                |

## Lịch sử

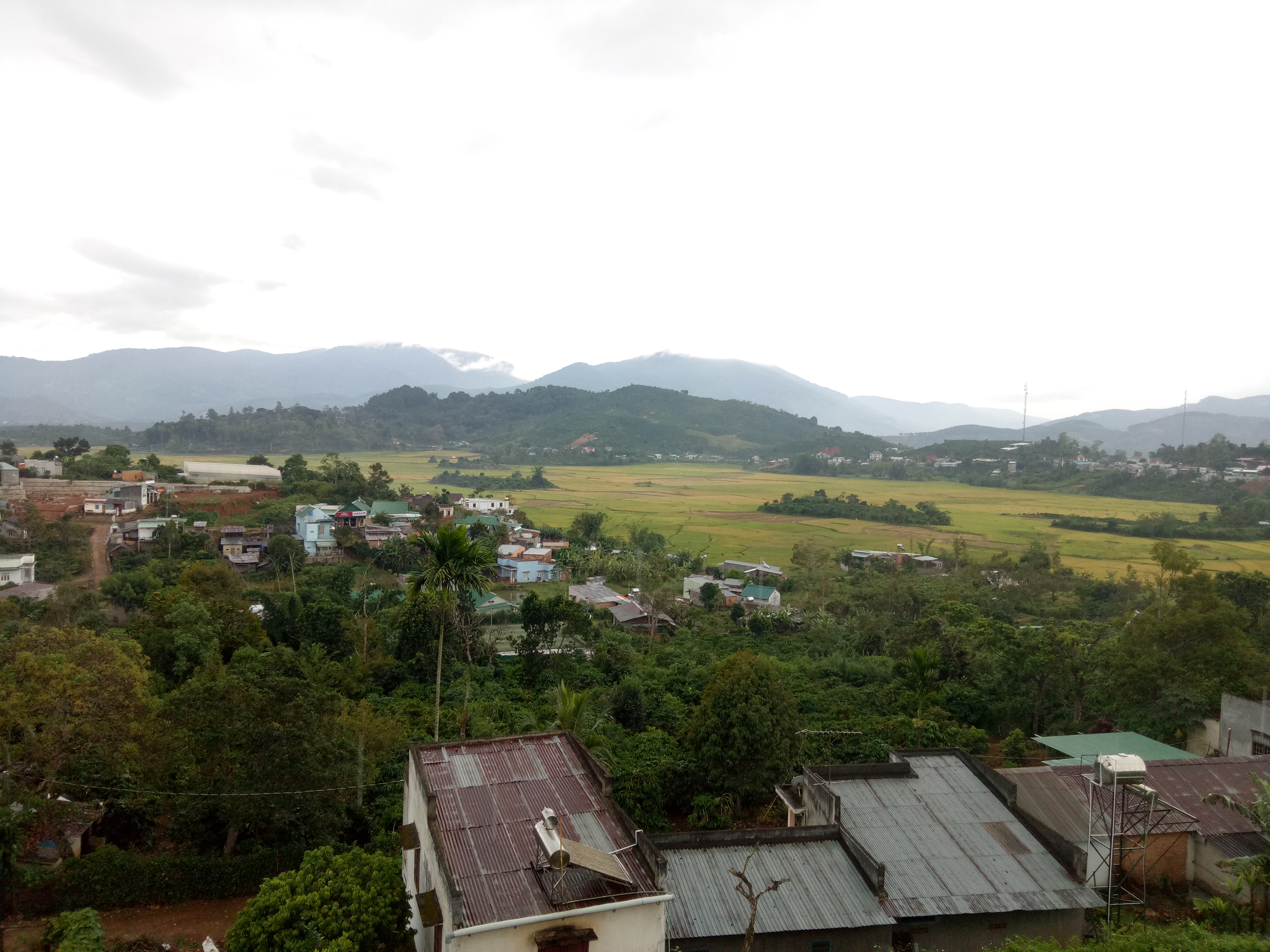
Một thung lũng nhỏ dùng canh tác lúa nước ở thị trấn Di Linh

Tên Di Linh bắt nguồn từ Djiring, theo nhiều người, đây là tên của vị chủ làng có công thành lập ra buôn này.
Ngày 1 tháng 11 năm 1899, chính quyền Pháp lập tỉnh Đồng Nai Thượng (Province du Haut Donnai), tỉnh lỵ đặt tại Di Linh (Djiring). Công sứ đầu tiên là Ernest Outrey, kế là O'Connell (1902).
Năm 1903, bãi bỏ tỉnh Đồng Nai Thượng, chuyển thành đại lý hành chính Di Linh, do đại diện của Công sứ Bình Thuận cai trị. Người đầu tiên là Laugier (1903 – 1905), tiếp theo là Cunhac (1905 – 1912).
Năm 1905, Di Linh được nhập vào Bình Thuận.
Năm 1913, nhập đại lý Đà Lạt với đại lý Di Linh, gọi chung là đại lý Di Linh và vẫn thuộc tỉnh Bình Thuận.
Ngày 6 tháng 1 năm 1916, thành lập tỉnh Lâm Viên, gồm đại lý Đà Lạt mới lập lại và đại lý Di Linh được tách từ tỉnh Bình Thuận với tỉnh lỵ đặt tại Đà Lạt. Tỉnh Lâm Viên còn được gọi là Langbiang hay Lâm Biên.
Ngày 31 tháng 10 năm 1920, xóa bỏ tỉnh Lâm Viên để lập một phần ra thành phố Đà Lạt và phần còn lại lập lại tỉnh Đồng Nai Thượng với tỉnh lỵ đặt tại Di Linh.
Năm 1928, tỉnh lỵ tỉnh Đồng Nai Thượng được chuyển về Đà Lạt.
Ngày 8 tháng 1 năm 1941, lập lại tỉnh Lâm Viên với tỉnh lỵ đặt tại Đà Lạt và chuyển tỉnh lỵ tỉnh Đồng Nai Thượng về Di Linh.
Tháng 6 năm 1957, chính quyền Việt Nam Cộng hòa đổi tên tỉnh Đồng Nai Thượng thành tỉnh Lâm Đồng, sau khi đã tách một phần sáp nhập với thành phố Đà Lạt, thành lập tỉnh Tuyên Đức. Tỉnh Lâm Đồng gồm 2 quận: Bảo Lộc (Blao) và Di Linh. Chính quyền Việt Nam Dân chủ Cộng hòa và Mặt trận Dân tộc Giải phóng miền Nam Việt Nam nhập tỉnh Lâm Viên với tỉnh Đồng Nai Thượng thành tỉnh Lâm Đồng. Như vậy tỉnh Lâm Đồng do Việt Nam Dân chủ Cộng hòa và Mặt trận Dân tộc Giải phóng miền Nam Việt Nam đặt bao gồm 2 tỉnh Lâm Đồng và Tuyên Đức do Việt Nam Cộng hòa đặt.
Sau năm 1975, huyện Di Linh thuộc tỉnh Lâm Đồng, bao gồm 12 xã: Di Linh, Đinh Lạc, Đinh Trang Hòa, Đinh Trang Thượng, Gia Hiệp, Gung Ré, Hòa Bắc, Liên Đầm, Ninh Gia, Sơn Điền, Tân Châu và Tân Thượng.
Ngày 19 tháng 9 năm 1981, chuyển xã Di Linh thành thị trấn Di Linh (thị trấn huyện lỵ huyện Di Linh) và thành lập xã Bảo Thuận.
Ngày 6 tháng 3 năm 1984, chia xã Gia Hiệp thành 2 xã: Gia Hiệp và Tam Bố; chia xã Sơn Điền thành 2 xã: Sơn Điền và Gia Bắc; chia xã Đinh Trang Hòa thành 2 xã: Đinh Trang Hòa và Hòa Trung.
Ngày 6 tháng 6 năm 1986, chia xã Đinh Trang Hòa thành 3 xã: Đinh Trang Hòa, Hòa Ninh và Hòa Nam.
Ngày 24 tháng 10 năm 1987, chuyển xã Ninh Gia về huyện Đức Trọng quản lý.
Ngày 18 tháng 6 năm 1999, thành lập xã Tân Nghĩa trên cơ sở 3.470 ha diện tích tự nhiên và 5.923 nhân khẩu của xã Đinh Lạc.
Ngày 6 tháng 3 năm 2009, thành lập xã Tân Lâm trên cơ sở điều chỉnh 5.917 ha diện tích tự nhiên và 5.654 nhân khẩu của xã Tân Thượng.
Ngày 29 tháng 12 năm 2013, điều chỉnh 550,44 ha diện tích tự nhiên, 4.658 người của xã Gung Ré và 88,24 ha diện tích tự nhiên, 593 người của xã Tân Châu về thị trấn Di Linh quản lý.
Ngày 12 tháng 2 năm 2025, Bộ Xây dựng ban hành Quyết định số 126/QĐ-BXD về việc công nhận thị trấn Di Linh đạt tiêu chí đô thị loại IV.
Huyện Di Linh có 1 thị trấn và 18 xã như hiện nay.

## Dân số
Năm 2005, dân số toàn huyện là 158.000 người. Trong đó, dân số khu vực thành thị là 20.607 người, khu vực nông thôn là 137.393 người. Mật độ dân số là 95 người/km².
Dân số huyện Di Linh tại thời điểm năm 2017 là 166.350 người.
Dân số trung bình năm 2020 là 161.212 người, dân số khu vực đô thị là 25.279 người, khu vực nông thôn là 135.933 người. Mật độ dân số đạt 100 người/km². Dân tộc thiểu số bản địa gốc Tây nguyên như: K’Ho, Mạ, Hoa, Nùng, Chu Ru, Sán Dìu, Ra Glai, Tày, Mường,...
Huyện Di Linh có diện tích 1.613,16 km², dân số tính đến ngày 31/12/2022 là 191.511 người, mật độ dân số đạt 118 người/km².

## Du lịch
- Thác Bobla
- Thác Liliang
- Thác Khói
- KissHouse Glamping Hồ Tây.